# Stilbophora nitidula
Stilbophora nitidula är en insektsart som beskrevs av Fabricius. Stilbophora nitidula ingår i släktet Stilbophora och familjen hornstritar. Inga underarter finns listade i Catalogue of Life.